# 리온 포이히트방거

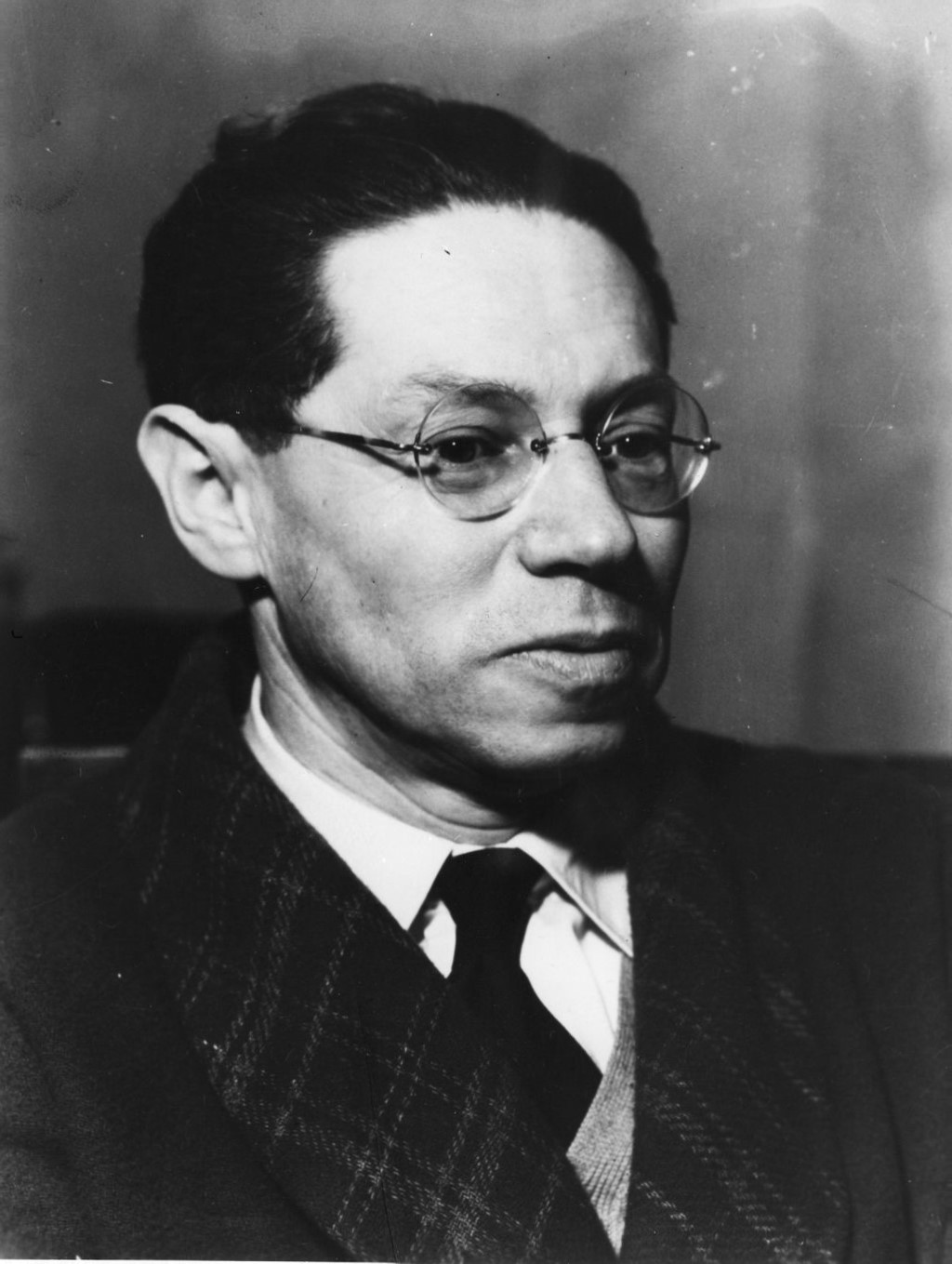

리온 포이히트방거(Lion Feuchtwanger, 1884년 7월 7일 ~ 1958년 12월 21일)는 소설가이자 극작가이다. 바이마르 공화국의 문학계의 저명한 인물로서 극작가 베르톨트 브레히트를 포함한 동시대 인물들에게 영향을 미쳤다.

## 생애
1884년 7월 4일 태어났다. 뮌헨대학에서 문학, 역사, 철학, 인류학을 공부했다.
연극비평 및 극작가로 출발해 이름을 알리다가 차츰 창작의 중심을 역사소설로 옮긴다. 이렇게 해서 나온 역사소설 ＜유대인 쥐스＞와 ＜추한 공작부인＞이 세계적인 명성을 얻었다. 특히 1925년에 발표된 ＜유대인 쥐스＞는 초판 3개월 만에 4만 부가 팔렸으며, 15개 외국어로 번역되었다. 당시로서는 대단한 베스트셀러였다. 지금까지 ＜유대인 쥐스＞는 전 세계에서 20개 이상의 주요 외국어로 300만 부 이상이 번역 출판되었다. ＜유대인 쥐스＞의 성공으로 작가로서의 입지를 굳힌 포이히트방거는 1933년 미국에서 강연 여행을 하게 된다. 그러나 독일에서 나치스가 집권하면서 그의 책들은 불태워지고, 국적 및 박사 학위도 박탈당하며, 베를린의 집과 재산은 압류당한다. 이 시기의 문학적 결실이 ＜오퍼만 자매＞(1933)이다.
1937년 1월에는 체코슬로바키아를 경유해 모스크바로 가서 스탈린과 인터뷰를 했다. 이로써 스탈린을 찬양하는 기행문 ＜모스크바＞(1937)를 발표했다.
1940년 5월 독일군이 서유럽을 침공할 당시 프랑스 남부 엑상 프로방스 인근 레 밀에 머무르고 있던 포이히트방거는 이미 1939년 대전이 발발했을 때 한 번 억류된 적이 있던 그곳 포로수용소에 다시 수감되었다. 미 영사관의 도움으로, 여자로 변장한 채, 간신히 마르세유로 탈출하였다. 그곳에서 피레네산맥을 넘어 스페인과 포르투갈을 거쳐 미국으로 망명하였다. 이때의 체험이 자서전, ＜잔인한 프랑스＞(1942＞에 자세히 기록되어 있다.
1940년 10월 뉴욕에 도착하였고, 이듬해 로스앤젤레스로 이주하였다. 이후 ＜미국을 위한 무기＞(1947/1948), ＜고야, 혹은 인식의 혹독한 길＞(1951) 그리고 ＜톨레도의 유대 여인＞(1955)을 발표하였다. 이들 작품으로 포이히트방거는 위대한 망명문학의 작가 대열에 합류한다. 1953년에는 동독으로부터 ＜문학과 예술 분야의 1등 국가상＞을 받았다. 1958년 12월 21일 마운트 시나이 병원에서 사망, 캘리포니아의 산타 모니카 묘지에 안장되었다.